# セント・ジョージ岬沖海戦
セント・ジョージ岬沖海戦は、1943年（昭和18年）11月24日から25日にかけて行われた太平洋戦争（大東亜戦争）中の海戦。日本軍のブカ島への輸送部隊（駆逐艦5隻、第31駆逐隊司令香川清登大佐）とアメリカ海軍の第23駆逐戦隊（フレッチャー級駆逐艦5隻、指揮官アーレイ・バーク大佐）がブカ島西方、ニューアイルランド島セント・ジョージ岬東方海上で交戦し、日本側の駆逐艦3隻が沈没した。日本軍は、香川大佐のほかに吉川潔中佐（大波駆逐艦長）が戦死するなど、人的にも大きな被害を出した。
セント・ジョージ岬沖海戦（Battle of Cape St. George）はアメリカ側の呼称であり、この海戦の日本側名称は存在せず、若しくはブカ島沖夜戦やブカ輸送における夜戦とされる。
ソロモン諸島の戦いおよびソロモン、ビスマルク諸島水域における最後の海戦であるが、最後の水上戦闘ではない。このことも含め、ラバウルを基点とする鼠輸送など駆逐艦による行動の終末などについても簡単に述べる。

## 背景
1943年（昭和18年）11月1日、アメリカ軍はブーゲンビル島タロキナ岬へ上陸する。これに対し日本軍は航空攻撃（「ろ号作戦）や水上部隊出撃（ブーゲンビル島沖海戦）で対抗しようとしたが、成果はあがらなかった（ブーゲンビル島沖航空戦）。
後詰めで来援した第二艦隊司令長官栗田健男中将を指揮官とする遊撃部隊は、11月5日と11日のラバウル空襲で損害を受け、トラック諸島に引き揚げる。遊撃部隊、第二水雷戦隊（司令官高間完少将）、第十戦隊（司令官大杉守一少将）が去った後、ラバウル方面に残留する主要水上部隊は第三水雷戦隊（司令官伊集院松治少将）だけとなり、11月19日付でブーゲンビル島沖海戦前後で名乗っていた「第二襲撃部隊」という部署名称を「襲撃部隊」に改めた。
11月15日以降、第三水雷戦隊には新戦力として二水戦所属の第三十一駆逐隊（駆逐隊司令香川清登大佐）が編入されるが、主だった任務は戦闘ではなくブカ島やニューブリテン島中部などに対する輸送となっていた。
11月17日未明、ブカ島の飛行場は「巡洋艦数隻」による砲撃を受けたと通報した。実際にはこの時、駆逐艦ダイソンが単艦で艦砲射撃を行っていただけだった。この時の被害は軽微だったが、累次にわたる砲爆撃で飛行場の使用が制限される。
このような状況下での連合軍のタロキナ地区進攻は、ブカ島を含む北部ブーゲンビル島の防備の手薄さを日本軍に意識させていた。日本陸軍は第十七師団（酒井康中将）の一部である歩兵第八十一連隊の残員を戦力強化のためにブカ島へ緊急輸送することとなり、代わりにブカ島にいた海軍航空隊の要員を後退させることを企図した。

### 第一回ブカ島輸送
第一回輸送は吹雪型駆逐艦天霧（駆逐艦長花見弘平少佐、海兵58期）に陸兵304名と物件12トン、姉妹艦夕霧に陸兵292名と物件11トン、睦月型駆逐艦卯月に陸兵279名と物件11トンをそれぞれ搭載して輸送隊とした。輸送部隊は第11駆逐隊司令山代勝守大佐（海兵47期）が指揮し、山代大佐は天霧を司令駆逐艦としていた。これを第31駆逐隊司令香川清登大佐（海兵46期）が指揮する第31駆逐隊（夕雲型駆逐艦大波、巻波）が警戒隊として随行し、全体の指揮は香川大佐が執った。日本軍第一回ブカ島輸送部隊は11月21日13時30分にラバウルを出撃し、20時15分にブカ島に到着する。ここで陸兵と輸送物件を降ろし、代わりに陸兵238名、海軍要員417名、捕虜2名を乗せてブカ島を離れ、11月22日5時30分にラバウルに帰投した。この第一回輸送の動きをアメリカ側が察知していたかどうかは定かではないが、ともかく第一回輸送は全く妨害を受けることなく成功した。

## 参加艦艇

### 日本海軍
- 第二回ブカ島輸送部隊
  - 警戒隊（第31駆逐隊司令香川清登大佐）：駆逐艦大波〈司令駆逐艦〉、巻波
  - 輸送隊（第11駆逐隊司令山代勝守大佐）：駆逐艦天霧〈司令駆逐艦〉、夕霧、卯月

### アメリカ海軍
- 第23駆逐部隊（アーレイ・バーク大佐[34]。愛称“Little Beavers”[注 4]）
  - 第45駆逐群（バーク大佐直率）：駆逐艦チャールズ・オースバーン、ダイソン、クラクストン[34]
  - 第46駆逐群（バーナード・L・オースティン中佐）：駆逐艦スペンス、コンヴァース[34]

## 戦闘経過
第二回ブカ島輸送は第一回輸送と同じ顔ぶれで行われ、11月24日13時30分にラバウルを出撃した。輸送隊は天霧に陸兵291名と海軍要員2名、物件12トンに軍犬15匹、夕霧に陸兵303名と海軍要員2名および物件10.4トン、卯月に陸兵316名と物件10.5トンをそれぞれ載せ、輸送物件は甲板上に搭載して大発を曳航しながらの航行であった。20時49分にブカ島に到着し、陸兵と輸送物件を降ろし引き揚げ陸兵21名と海軍要員688名、捕虜1名を収容する。警戒隊は沖合いで敵襲に備えていたが、22時24分に魚雷艇群を発見して交戦し、これを追い払う。22時45分、収容を終えた輸送隊はブカ島を離れ、警戒隊が輸送隊の3海里から4海里先を航行してラバウルに向かった。輸送隊の速力は24ノット、月はなく、スコールが時折ふる暗夜だったという。
アメリカ軍がいつ日本側の動きを察知したのかは定かではないが、11月24日の午後までには第3艦隊の情報部が「東京急行」の動きを察知し、参謀は無線連絡でニュージョージア島とアルンデル島の間にある泊地で燃料補給中の第23駆逐部隊を呼び出し、以下のような指令を発した。
参謀は、再三にわたって「31ノット出せる」と報告していたバーク大佐をからかうつもりでバークの名前の前に「31ノット」を付け加えて「31ノット・バーク」と命名して電文を発信し、「31ノット・バーク」は以後バーク大佐の愛称として広く知れ渡る事となる。また、バーク大佐にとってもこの迎撃戦は一つの機会であった。これよりさかのぼる事約3ヵ月半前、バーク大佐はポエニ戦争でのシピオウ・アフリケイナスの戦法に範を得て、日本海軍の夜戦戦術に対抗できる戦法を練り上げていた。しかし、この戦法を引っさげて戦いに望む前に、一時的に駆逐艦から離れる事となってその機会を得なかった。直後に起こったベラ湾夜戦では、後任のフレデリック・ムースブラッガー中佐がバーク大佐の戦術を理解して戦い、完勝劇を収めた。ここに、自ら考案した戦法を自ら駆使する機会が到来したのである。
第23駆逐部隊は15時30分に泊地を出撃して30ノットの速力でブカ島西方に急行する。ところが、全艦の給油が完了しないうちに司令を受けて出撃したため、可動全力の出撃とはならなかった。また、攻撃に失敗した時に備えて魚雷艇群を先行させた。警戒隊が22時24分に発見して交戦した魚雷艇群とは、この先回りしていた魚雷艇群のことである。
23時41分、第23駆逐部隊中のバーク大佐直率の第45駆逐群は、警戒隊の2隻をレーダーで探知する。続いて23時56分、バーク大佐は指揮下のチャールズ・オースバーン、ダイソン、クラクストンに警戒隊の側方から魚雷を発射させて避退する。後続のオースティン中佐の第46駆逐群は、頃合を見計らって砲撃できるよう態勢を完了している。一方の警戒隊と輸送隊は、第23駆逐部隊になんら気づくことなく直進を続けていたが、輸送隊からは先行する警戒隊の姿は全く見えなかった。
11月25日0時2分、第45駆逐群から発射された魚雷は、バーク大佐の「計算したとおりの魚雷の到達点」にさしかかった警戒隊を襲い、3本が命中。大波は0時6分に早くも沈没して巻波も約20度傾斜する。そこに第46駆逐群が襲い掛かり、集中砲火を浴びた巻波も1時ごろに沈没していった。巻波は沈没寸前に魚雷を発射し、そのうちの1本はコンヴァースに命中したが不発だった。
日本軍輸送隊（天霧、夕霧、卯月）を指揮していた山代大佐は、前方に火柱が上がるのを見て面舵に針路をとらせ戦闘配置を令する。天霧水雷長は「湾外に出て味方警戒隊（大波、巻波）と思ってそれらしい艦影に接近したら、敵駆逐艦だったので驚いた」と回想している。輸送隊は「旧式の我々を、精鋭の夕雲型駆逐艦2隻が護衛している」「ラバウルの目の前のセントジョージ岬沖まで敵駆逐艦が来ることはあるまい」と考えており、予想外の会敵に浮き足立って北方へ返針し逃走を図った。
バーク隊は二手に分かれて挟み撃ちをしかけようとしたが、追撃戦のため魚雷を発射できなかった。それでも最新鋭駆逐艦（米側）と旧式駆逐艦（日本側）の性能差により、徐々に距離が縮まる。輸送隊は0時30分頃から第45駆逐群からの砲撃を受ける。煙幕を張るなどをして逃走を図るうちに卯月は西方へ避退し、夕霧は反撃に出て発砲の閃光を目標に魚雷9本を発射する。天霧水雷長によれば、第11駆逐隊司令より「右魚雷同航戦」の命令があって準備をしていたところ、後続の夕霧が面舵に転舵して解列したという。魚雷は命中爆発したように見えたが、間もなく集中砲火を受けた夕霧は後部から沈み始め、1時30分頃に沈没した。航跡との衝撃で魚雷が早爆したものと思われる。夕霧の反転により、天霧と卯月はバーク部隊との距離を稼いだ。卯月は不発弾1発が命中したが大事無く、2時30分に天霧と合同して5時30分にラバウルに帰投した。バーク大佐は2時5分頃まで残敵掃討を行っていたが、日が昇ってからのラバウルからの空襲を警戒して引き揚げた。

## 海戦の後
この戦闘で日本側は「大型駆逐艦一隻轟沈 魚雷艇二隻撃沈一隻撃破」などの戦果を報じたが、実際の戦果はゼロだった。日本軍潜水艦が遭難艦乗員の救助にあたり、伊号第一七七潜水艦（伊177）は夕霧の乗員および便乗者278名を、伊号第一八一潜水艦（伊181）は同じく11名を救助した。これとは別に、巻波乗員のうち28名は11月29日、カッターでニューブリテン島沿岸ズンゲン地区に漂着して救助された。それ以外、大波の乗員は駆逐艦長吉川潔中佐以下全員が戦死し、夕霧は駆逐艦長尾辻秀一少佐以下155名と便乗者129名が戦死した。戦死した吉川中佐はこれまでの戦功が評価され、二階級特進して少将に任ぜられた。バーク大佐は後年、「燃料補給があと15分遅れていたら。この海戦は生起しなかったであろう」と回想している。一方、駆逐隊司令仲間では「暗号が解読されていた」との噂が流れていた。
日本側の制海権喪失により、方面軍はブカ島への輸送を中止するに至った。この海戦以後、駆逐艦による輸送作戦はアドミラルティ諸島や従前から行われていたニューブリテン島へのものに限られるようになった。ブーゲンビル島で死闘を続ける日本陸軍は、さらに苦しい戦いを強いられた。また一連の輸送作戦には、ラバウル航空隊から派遣された戦闘機が護衛に就いていた。
しかし、1944年に入る前後からラバウルの燃料不足が深刻となり、一時は駆逐艦をトラック諸島に全て引き揚げさせ、2月17日ごろには再びラバウルに揃って進出させる予定だった。ところが、その2月17日から18日にかけてトラック島空襲があり、同島配備の航空機は大損害を受けた。この被害や中部太平洋方面の戦局を考慮した連合艦隊は、ラバウル所在の第十一航空艦隊（司令長官草鹿任一中将/南東方面艦隊長官兼任）に対し、トラックに航空戦力を集中するよう命令した。ラバウル航空隊は事実上その幕を閉じてトラックに撤退する事となった。
第三水雷戦隊司令部は航空援護なき輸送作戦は困難との判断に達し、2月20日に行われた駆逐艦夕月と姉妹艦水無月によるガブブ地区への輸送を最後に輸送作戦は取り止められ、夕月（臨時の三水戦旗艦）と水無月も輸送任務終了後はラバウルには戻らずパラオに向かった。以降、ラバウルに駆逐艦以上の水上艦艇の姿を見ることはなくなった。
同20日、航空部隊地上要員約400名（第二航空戦隊や第751航空隊の基地員や整備員）は救難曳船「長浦」（速力15ノット、812トン）、輸送船「興和丸」（三光汽船、1,106トン）、輸送船「黄海丸」（三井船舶、3,871トン）に分乗し、駆潜艇38号と駆潜特務艇48号に護衛されてラバウルを出発、パラオにむかった。21日夕刻、ニューギニア方面から飛来したB-25双発爆撃機により輸送船2隻は撃沈され、駆潜艇38号も損傷した。48号は生存者を乗せてカビエンにむかった。
一方、日本軍の水上兵力および航空兵力の衰微を目の当たりにしたアメリカ海軍は、駆逐部隊にラバウルやカビエンなどへの艦砲射撃を行わせるようになった。バーク大佐指揮下の第23駆逐部隊はハルゼー提督の命令に従い、カビエンへの艦砲射撃やニューブリテン島周辺の海上交通遮断作戦を実施した。2月22日午前10時頃、フレッチャー級駆逐艦5隻の第23駆逐部隊はカビエン近海で「長浦」（25mm機銃2丁、定員64名、便乗者約260名）を発見し、これを撃沈した。生存者は日本側資料14名、米軍資料75名。同日夕刻、第23駆逐部隊はラバウルから航空要員を乗せてトラックに向かう途中の敷設艇「夏島」を発見し、これを撃沈した。この戦闘が、ソロモンおよびビスマルク諸島水域における事実上最後の水上戦闘となった。